# Mistrovství Evropy v šipkách
Mistrovství Evropy je šipkařský turnaj pořádaný organizací PDC, který byl v roce 2008 vytvořen, aby nejlepší hráči z Evropy dostali možnost zahrát si s nejlepšími světovými hráči podle žebříčku PDC Order of Merit. Od roku 2016 se turnaj koná na konci října a účastní se ho 32 nejlepších hráčů na základě evropské verze žebříčku Order of Merit.

## Historie
Historicky první turnaj se konal v roce 2008 ve Frankfurtu v Německu a na peněžní výhry bylo vyčleněno 200 000 liber. Další rok se turnaj přesunul do nizozemského města Hoofddorp. V roce 2010 se vrátil do Německa, tentokrát do města Dinslaken a v roce 2011 do Düsseldorfu. V letech 2012 až 2014 se hrálo  německém Mülheimu, další tři roky v belgickém v Hasseltu. V roce 2018 se turnaj opět vrátil do Německa, tentokrát do Dortmundu. Následující rok se hrálo v Göttingenu a v roce 2020 v Oberhausenu.
První čtyři ročníky vyhrál Phil Taylor, jeho prvním přemožitelem byl až Simon Whitlock, který získal titul v roce 2012. Toho v roce 2013 porazil ve finále Adrian Lewis. Následující čtyři ročníky ovládl Michael van Gerwen. V dalších letech již nikdo titul obhájit nedokázal, v roce 2018 vyhrál James Wade, v roce 2019 Rob Cross a v roce 2020 Peter Wright.

## Seznam finálových zápasů
| Rok  | Vítěz (průměr ve finále)    | Skóre | Finalista (průměr ve finále) | Finanční odměna | Finanční odměna | Finanční odměna | Sponzor        | Místo konání                     |
| Rok  | Vítěz (průměr ve finále)    | Skóre | Finalista (průměr ve finále) | Celkem          | Vítěz           | Finalista       | Sponzor        | Místo konání                     |
| ---- | --------------------------- | ----- | ---------------------------- | --------------- | --------------- | --------------- | -------------- | -------------------------------- |
| 2008 | Phil Taylor (104.35)        | 11–5  | Adrian Lewis (96.56)         | £200 000        | £50 000         | £25 000         | PartyPoker.net | Südbahnhof, Frankfurt            |
| 2009 | Phil Taylor (109.35)        | 11–3  | Steve Beaton (97.16)         | £200 000        | £50 000         | £20 000         | PartyPoker.net | Claus Event Center, Hoofddorp    |
| 2010 | Phil Taylor (105.74)        | 11–1  | Wayne Jones (94.64)          | £200 000        | £50 000         | £20 000         | PartyPoker.net | Stadthalle Dinslaken, Dinslaken  |
| 2011 | Phil Taylor (109.29)        | 11–8  | Adrian Lewis (98.72)         | £200 000        | £50 000         | £20 000         | PartyPoker.net | Maritim Hotel, Düsseldorf        |
| 2012 | Simon Whitlock (94.91)      | 11–5  | Wes Newton (89.47)           | £200 000        | £50 000         | £20 000         | PartyPoker.net | RWE-Sporthalle, Mülheim          |
| 2013 | Adrian Lewis (103.34)       | 11–6  | Simon Whitlock (99.59)       | £200 000        | £50 000         | £20 000         | PartyPoker.net | RWE-Sporthalle, Mülheim          |
| 2014 | Michael van Gerwen (98.16)  | 11–4  | Terry Jenkins (92.90)        | £250 000        | £55 000         | £25 000         | 888.com        | RWE-Sporthalle, Mülheim          |
| 2015 | Michael van Gerwen (107.28) | 11–10 | Gary Anderson (102.42)       | £300 000        | £65 000         | £35 000         | Unibet         | Ethias Arena, Hasselt            |
| 2016 | Michael van Gerwen (111.62) | 11–1  | Mensur Suljović (85.91)      | £400 000        | £100 000        | £40 000         | Unibet         | Ethias Arena, Hasselt            |
| 2017 | Michael van Gerwen (108.91) | 11–7  | Rob Cross (102.39)           | £400 000        | £100 000        | £40 000         | Unibet         | Ethias Arena, Hasselt            |
| 2018 | James Wade (91.44)          | 11–8  | Simon Whitlock (88.81)       | £400 000        | £100 000        | £40 000         | Unibet         | Westfalenhallen, Dortmund        |
| 2019 | Rob Cross (93.12)           | 11–6  | Gerwyn Price (84.51)         | £500 000        | £120 000        | £60 000         | Unibet         | Lokhalle, Göttingen              |
| 2020 | Peter Wright (104.33)       | 11–4  | James Wade (95.28)           | £500 000        | £120 000        | £60 000         | Unibet         | König Pilsener Arena, Oberhausen |
| 2021 | Rob Cross (92.91)           | 11–8  | Michael van Gerwen (93.66)   | £500 000        | £120 000        | £60 000         | Cazoo          | Salzburgarena, Salcburk          |
| 2022 | Ross Smith (101.32)         | 11–8  | Michael Smith (100.47)       | £500 000        | £120 000        | £60 000         | Cazoo          | Westfalenhallen, Dortmund        |
| 2023 | Peter Wright (97.39)        | 11–6  | James Wade (92.09)           | £500 000        | £120 000        | £60 000         | Machineseeker  | Westfalenhallen, Dortmund        |

## Rekordy a statistiky
Aktuální k 29. říjnu 2023

### Počet účastí ve finále
| Pořadí | Hráč               | Země       | Vítězství | Finalista | Finále celkem | Celkem na turnaji |
| ------ | ------------------ | ---------- | --------- | --------- | ------------- | ----------------- |
| 1      | Michael van Gerwen | Nizozemsko | 4         | 1         | 5             | 15                |
| 2      | Phil Taylor        | Anglie     | 4         | 0         | 4             | 9                 |
| 3      | Rob Cross          | Anglie     | 2         | 1         | 3             | 7                 |
| 4      | Peter Wright       | Skotsko    | 2         | 0         | 2             | 12                |
| 5      | Adrian Lewis       | Anglie     | 1         | 2         | 3             | 10                |
| 5      | James Wade         | Anglie     | 1         | 2         | 3             | 15                |
| 5      | Simon Whitlock     | Austrálie  | 1         | 2         | 3             | 11                |
| 8      | Ross Smith         | Anglie     | 1         | 0         | 1             | 4                 |
| 9      | Gary Anderson      | Skotsko    | 0         | 1         | 1             | 6                 |
| 9      | Steve Beaton       | Anglie     | 0         | 1         | 1             | 5                 |
| 9      | Terry Jenkins      | Anglie     | 0         | 1         | 1             | 9                 |
| 9      | Wayne Jones        | Anglie     | 0         | 1         | 1             | 4                 |
| 9      | Wes Newton         | Anglie     | 0         | 1         | 1             | 6                 |
| 9      | Gerwyn Price       | Wales      | 0         | 1         | 1             | 9                 |
| 9      | Michael Smith      | Anglie     | 0         | 1         | 1             | 10                |
| 9      | Mensur Suljović    | Rakousko   | 0         | 1         | 1             | 13                |

### Vítězové podle zemí
| Země       | Hráči | Celkem | První titul | Poslední titul |
| ---------- | ----- | ------ | ----------- | -------------- |
| Anglie     | 5     | 9      | 2008        | 2022           |
| Nizozemsko | 1     | 4      | 2014        | 2017           |
| Skotsko    | 1     | 2      | 2020        | 2023           |
| Austrálie  | 1     | 1      | 2012        | 2012           |

### Zakončení devíti šipkami
Na turnaji se povedlo celkem čtyřem hráčům zakončit leg devítkou, tedy nejnižším možným množstvím šipek.
| Hráč               | Rok (+ kolo)     | Způsob                              | Soupeř                | Výsledek |
| ------------------ | ---------------- | ----------------------------------- | --------------------- | -------- |
| Adrian Lewis       | 2011, semifinále | 3 × T20; 3 × T20; T20, T19, D12     | Raymond van Barneveld | 11–10    |
| Michael van Gerwen | 2014, semifinále | 2 × T20, T19; 3 × T20; 2 × T20, D12 | Raymond van Barneveld | 11–6     |
| Kyle Anderson      | 2017, semifinále | 3 × T20; 3 × T20, T20, T19, D12     | Michael van Gerwen    | 10–11    |
| José de Sousa      | 2020, 1. kolo    | 3 × T20; 2 × T20, T19; 2 × T20, D12 | Jeffrey de Zwaan      | 6–3      |

### Nejvyšší průměry
| Deset nejvyšších průměrů v jednom zápasu | Deset nejvyšších průměrů v jednom zápasu | Deset nejvyšších průměrů v jednom zápasu | Deset nejvyšších průměrů v jednom zápasu | Deset nejvyšších průměrů v jednom zápasu |
| Průměr                                   | Hráč                                     | Rok (+ kolo)                             | Soupeř                                   | Výsledek                                 |
| ---------------------------------------- | ---------------------------------------- | ---------------------------------------- | ---------------------------------------- | ---------------------------------------- |
| 118,14                                   | Phil Taylor                              | 2009, čtvrtfinále                        | Gary Anderson                            | 10–3                                     |
| 113,92                                   | Phil Taylor                              | 2008, osmifinále                         | Mervyn King                              | 9–3                                      |
| 113,33                                   | Phil Taylor                              | 2008, semifinále                         | Robert Thornton                          | 11–7                                     |
| 113.04                                   | Raymond van Barneveld                    | 2012, 1. kolo                            | Terry Jenkins                            | 6–1                                      |
| 111,62                                   | Michael van Gerwen                       | 2016, finále                             | Mensur Suljović                          | 11–1                                     |
| 111,33                                   | Jonny Clayton                            | 2019, 1. kolo                            | James Wade                               | 6–0                                      |
| 111,03                                   | Phil Taylor                              | 2009, 1. kolo                            | Toon Greebe                              | 6–2                                      |
| 111,00                                   | Michael van Gerwen                       | 2014, čtvrtfinále                        | Dave Chisnall                            | 10–5                                     |
| 110,88                                   | Phil Taylor                              | 2009, osmifinále                         | Robert Thornton                          | 9–0                                      |
| 110,32                                   | Michael van Gerwen                       | 2018, 1. kolo                            | Paul Nicholson                           | 6–2                                      |

| Pět nejvyšších průměrů, které nestačily na vítězství | Pět nejvyšších průměrů, které nestačily na vítězství | Pět nejvyšších průměrů, které nestačily na vítězství | Pět nejvyšších průměrů, které nestačily na vítězství | Pět nejvyšších průměrů, které nestačily na vítězství |
| Průměr                                               | Hráč                                                 | Rok (+ kolo)                                         | Soupeř                                               | Výsledek                                             |
| ---------------------------------------------------- | ---------------------------------------------------- | ---------------------------------------------------- | ---------------------------------------------------- | ---------------------------------------------------- |
| 107,56                                               | Gerwyn Price                                         | 2021, čtvrtfinále                                    | Michael van Gerwen                                   | 8–10                                                 |
| 106,12                                               | Gary Anderson                                        | 2009, čtvrtfinále                                    | Phil Taylor                                          | 3–10                                                 |
| 106,12                                               | Phil Taylor                                          | 2015, čtvrtfinále                                    | Adrian Lewis                                         | 9–10                                                 |
| 105,10                                               | Michael van Gerwen                                   | 2019, 1. kolo                                        | Ross Smith                                           | 5–6                                                  |
| 104,92                                               | Madars Razma                                         | 2023, 1. kolo                                        | Michael van Gerwen                                   | 5–6                                                  |

| Pět nejvyšších průměrů na celém turnaji | Pět nejvyšších průměrů na celém turnaji | Pět nejvyšších průměrů na celém turnaji | Pět nejvyšších průměrů na celém turnaji |
| Průměr                                  | Hráč                                    | Rok                                     | Výsledek                                |
| --------------------------------------- | --------------------------------------- | --------------------------------------- | --------------------------------------- |
| 111,54                                  | Phil Taylor                             | 2009                                    | Vítěz                                   |
| 108,20                                  | Phil Taylor                             | 2008                                    | Vítěz                                   |
| 105,87                                  | Phil Taylor                             | 2016                                    | Čtvrtfinále                             |
| 105,53                                  | Michael van Gerwen                      | 2016                                    | Vítěz                                   |
| 105,15                                  | Michael van Gerwen                      | 2015                                    | Vítěz                                   |

## Televizní vysílání
12. srpna 2008 PDC oznámila, že turnaj bude vysílat ITV4. Po turnaji Grand Slam of Darts se jednalo o druhý turnaj, který ITV4 vysílala. Turnaj v roce 2009 nebyl ve Velké Británii na televizních obrazovkách vysílán, v roce 2010 ho pokrýval vysílatel Bravo jako svůj první šipkařský turnaj v přímém přenosu. Další rok vysílací práva získala opět ITV4, kterou v roce 2012 vystřídala ESPN. Od roku 2013 do současnosti zůstal turnaj u společnosti ITV4 díky dohodě mezi ITV a PDC, na základě které ITV vysílá celkem 4 turnaje z kalendáře PDC.

## Sponzoři
Společnost PartyPoker.net sponzorovala prvních šest turnajů, společně s dalšími turnaji organizace PDC US Open a Las Vegas Desert Classic. V roce 2014 se stala na jeden rok hlavním sponzorem společnost 888.com, kterou následující rok nahradil Unibet.